# 山口県道39号粟野二見線
山口県道39号粟野二見線（やまぐちけんどう39ごう あわのふたみせん）は、山口県下関市を通る県道（主要地方道）である。

## 概要
山口県下関市豊北町粟野と下関市豊北町北宇賀を結ぶ。

### 路線データ
- 起点：下関市豊北町粟野（国道191号交点）
- 終点：下関市豊北町北宇賀（新二見交差点、国道191号交点）

## 歴史
- 1993年（平成5年）5月11日 - 建設省から、県道豊田粟野港線の一部・県道市之瀬二見線が粟野二見線として主要地方道に指定される[1]。
- 1994年 一般県道市ノ瀬二見線（県道270号）全線に一般県道豊田粟野港線（県道269号）の一部を統合し県道39号とする。[要出典]
- 2005年2月13日 下関市と豊浦郡の全4町が対等合併して改めて下関市が発足したことに伴い全線が下関市域のみを通る路線になり、併せて起終点の地名表記が変更される。

## 路線状況

### 重複区間
- 山口県道269号豊田粟野港線（下関市豊北町粟野 地内）

## 地理

### 通過する自治体
- 下関市

### 交差する道路
- 国道191号（下関市豊北町粟野、起点）
- 山口県道269号豊田粟野港線（下関市豊北町粟野）
- 国道435号（下関市豊北町滝部・久森交差点）
- 山口県道272号滝部停車場線（下関市豊北町滝部）
- 国道191号（下関市豊北町北宇賀・新二見交差点、終点）

### 沿線にある施設など

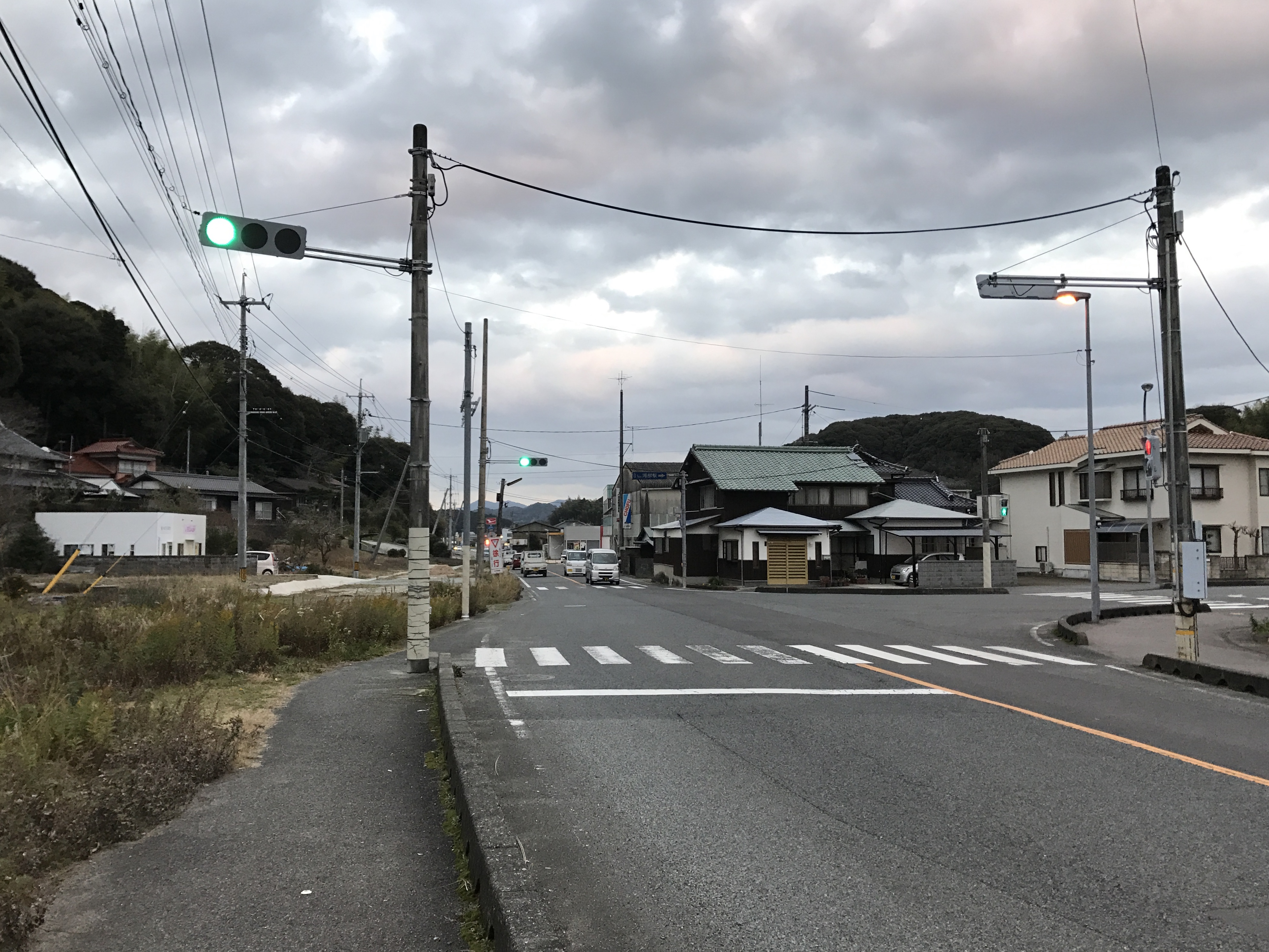
滝部駅付近

- 山口県立下関北高等学校（旧・山口県立豊北高等学校）
- 下関市役所 豊北総合支所
- JR山陰本線 滝部駅
- JR山陰本線 長門二見駅
- 滝部温泉